# 京都丹後鉄道宮福線
宮福線（みやふくせん）は、京都府宮津市の宮津駅から同府福知山市の福知山駅に至るWILLER TRAINS（京都丹後鉄道）の鉄道路線である。路線記号は「F」。
北近畿ビッグXネットワークの一角で、「X」の右斜め上を担っている。福知山駅 - 宮津駅間を短絡し、京都・大阪方面から日本三景の天橋立を始めとする丹後半島への観光アクセス路線となっている。福知山駅 - 大江駅間は由良川に沿って進み、大江駅 - 宮津駅間は全長3,215 mの普甲トンネルを始めとするトンネルの連続で山を越える。路線の起点は宮津駅であるが、時刻表では福知山駅から宮津駅へ向かう列車を下り、奇数の列車番号としているなど、案内等において事実上福知山駅を起点として扱われていることが多い。

## 概要
元は日本鉄道建設公団建設線の一つで、宮福鉄道（当時。法人としては現在の北近畿タンゴ鉄道）が凍結されていた当路線の工事を完成させ、1988年7月16日に開業した。2015年4月1日からは、WILLER TRAINS（京都丹後鉄道）を第二種鉄道事業者、北近畿タンゴ鉄道を第三種鉄道事業者とする上下分離方式によって運行されている（後述）。
宮福線は全線が電化されており、西日本旅客鉄道（JR西日本）所有の電車が一部の特急列車（1日8往復中3往復）や普通列車に使用されている。ただし、車両を保有する北近畿タンゴ鉄道とその車両を借り受けているWILLER TRAINSは電車を保有していないことから、快速を含む普通列車で北近畿タンゴ鉄道の車両が使われる場合は気動車で運行されている。
JR西日本から電車による特急列車が宮福線へ直通する場合、WILLER TRAINSから北近畿タンゴ鉄道へ線路使用料、JR西日本へ車両使用料がそれぞれ発生する。JR西日本と京都丹後鉄道の乗務員は福知山駅で交代する。

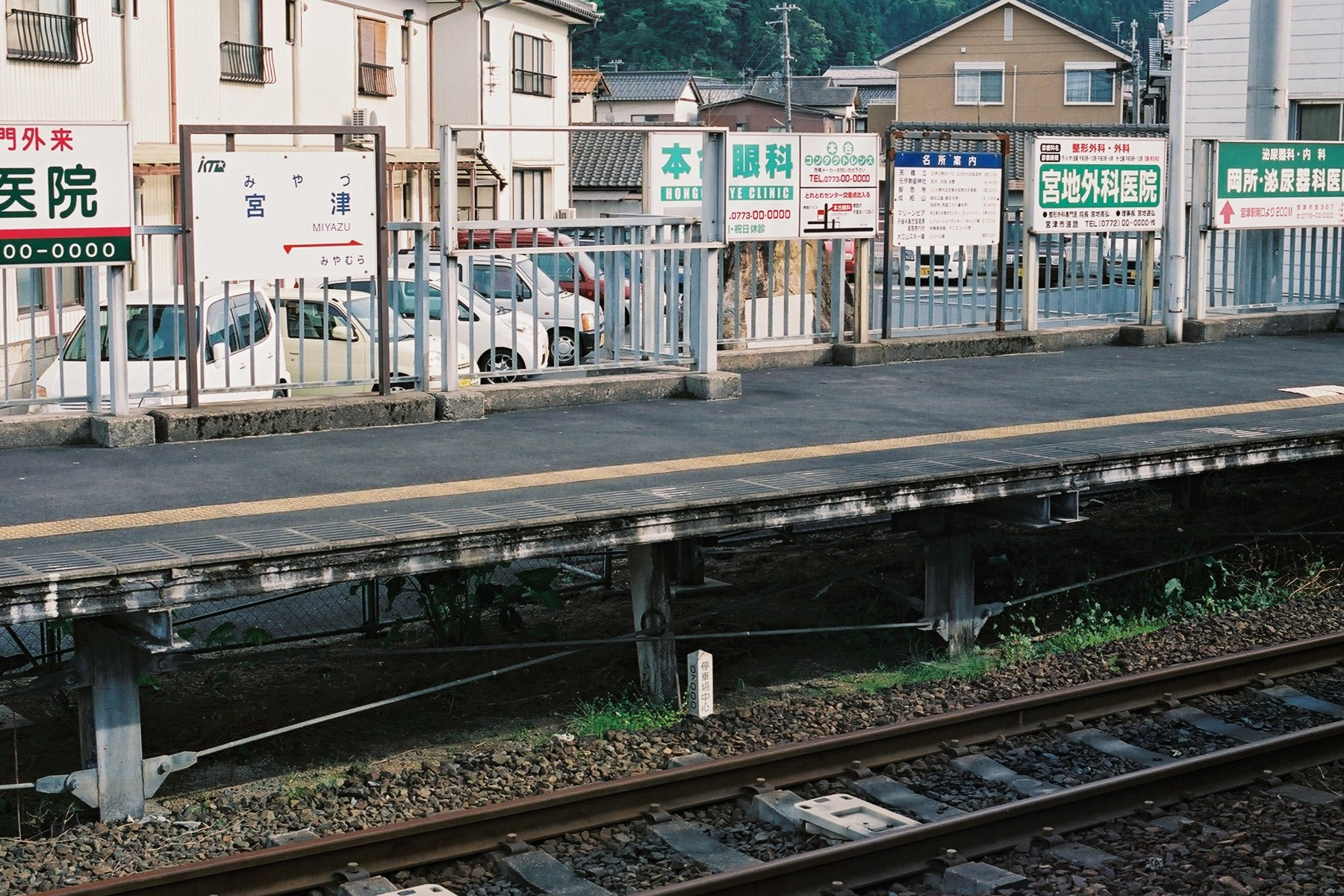
宮津駅の起点標

### 路線データ
- 管轄（事業種別）：WILLER TRAINS（第二種鉄道事業者）・北近畿タンゴ鉄道（第三種鉄道事業者）
- 路線距離（営業キロ）：30.4 km
- 建設主体：日本鉄道建設公団（現 独立行政法人 鉄道建設・運輸施設整備支援機構）
- 軌間：1,067 mm（狭軌）
- 駅数：14駅（起終点駅含む）
- 複線区間：なし（全線単線）
- 電化区間：全線（直流1,500 V）
- 閉塞方式：特殊自動閉塞式（軌道回路検知式）
- 認可最高速度：130 km/h[1]
- 最小曲線半径：400 m
- 最急勾配：25 ‰

## 運行形態

### 広域輸送
京都方面から、特急列車が宮福線を経由して宮津線（宮豊線区間）に直通運転している。また、京都・新大阪方面からの特急列車（「きのさき」・「こうのとり」）に福知山駅で接続することで、直通列車を補完する役割を担う列車も存在する。運行列車は以下の通り。
- 特急「はしだて」：京都駅 - 福知山駅 - 宮津駅 - 天橋立駅 - 夕日ヶ浦木津温泉駅（ - 豊岡駅）間 5往復
宮豊線の夕日ヶ浦木津温泉駅 - 豊岡駅間は快速列車として運転される。
- 特急「たんごリレー」：福知山駅 - 宮津駅 - 網野駅（ - 豊岡駅）間 下り3本・上り2本
宮豊線の網野駅 - 豊岡駅間は快速列車として運転される。

### 地域輸送
普通列車・快速列車は、基本的に線内のみの運行で、1時間に1本程度の運行である。全列車が福知山駅 - 宮津駅間での運転である。過去には荒河かしの木台駅や大江山口内宮駅発着の列車が設定されていた。
2022年3月までは観光型列車「丹後あおまつ号」が宮津線に直通して福知山駅 - 天橋立駅間および西舞鶴発宮津経由福知山行きで運行され、宮福線内では全て快速列車として運行されていた。

#### 快速「大江山号」
2008年3月15日のダイヤ改正より、宮福線内に設定されている快速列車。2024年3月16日改正時点で、福知山駅 - 宮津駅間で「大江山号」7往復に加え、列車名のない快速列車が上り1本運転されている。
全車自由席で、運賃のみで利用できる。平均乗車人数が概ね5人/日未満の駅及び乗降客の利用時間帯が限定される福知山市民病院口駅・大江高校前駅を除いた駅を基本停車駅としており、時間帯によっては基本停車駅以外の駅にも停車する（下の停車駅の表を参照）。
かつては「大江山○号」のように号数が付いていたが、2024年3月16日のダイヤ改正で廃止され、あわせて「号」まで列車名に含まれる形に変更された。2023年10月に廃止された特急「たんごリレー2号」に代わって宮津発7時台に無号数の快速「大江山」が設定されたが、2024年3月16日のダイヤ改正で列車名のない単なる快速に変更されている。
停車駅
2024年3月16日現在
| 方向  | 運行本数 ＼駅名           | 宮津駅 | 宮村駅 | 大江山口内宮駅 | 大江高校前駅 | 大江駅 | 公庄駅 | 下天津駅 | 牧駅 | 荒河かしの木台駅 | 福知山市民病院口駅 | 福知山駅 |
| ----- | ------------------------- | ------ | ------ | -------------- | ------------ | ------ | ------ | -------- | ---- | ---------------- | ------------------ | -------- |
| 上り→ | 4本 （列車名なし1本含む） | ●      | ●      | ●              | →            | ●      | →      | →        | ●    | ●                | →                  | ●        |
| 上り→ | 3本                       | ●      | ●      | ●              | →            | ●      | ●      | ●        | ●    | ●                | ●                  | ●        |
| 上り→ | 1本                       | ●      | ●      | ●              | ●            | ●      | ●      | ●        | ●    | ●                | ●                  | ●        |
| 下り← | 1本                       | ●      | ●      | ●              | ●            | ●      | ←      | ←        | ●    | ●                | ●                  | ●        |
| 下り← | 5本                       | ●      | ●      | ●              | ←            | ●      | ●      | ●        | ●    | ●                | ●                  | ●        |
| 下り← | 1本                       | ●      | ●      | ●              | ●            | ●      | ●      | ●        | ●    | ●                | ●                  | ●        |

### 過去の列車

#### 快速「通勤ライナー」
2017年3月4日のダイヤ改正により、宮津発福知山行きが上り1本のみ新設された。使用車両はKTR8000形。途中停車駅は大江駅のみ。
乗車の際には乗車券の他にライナー券（京都丹後鉄道の全有人駅で当日分のみ発売）が必要だったが、発売上限がないため着席保証はなかった。2023年3月18日のダイヤ改正で廃止された。

## 使用車両

### 現在の使用車両

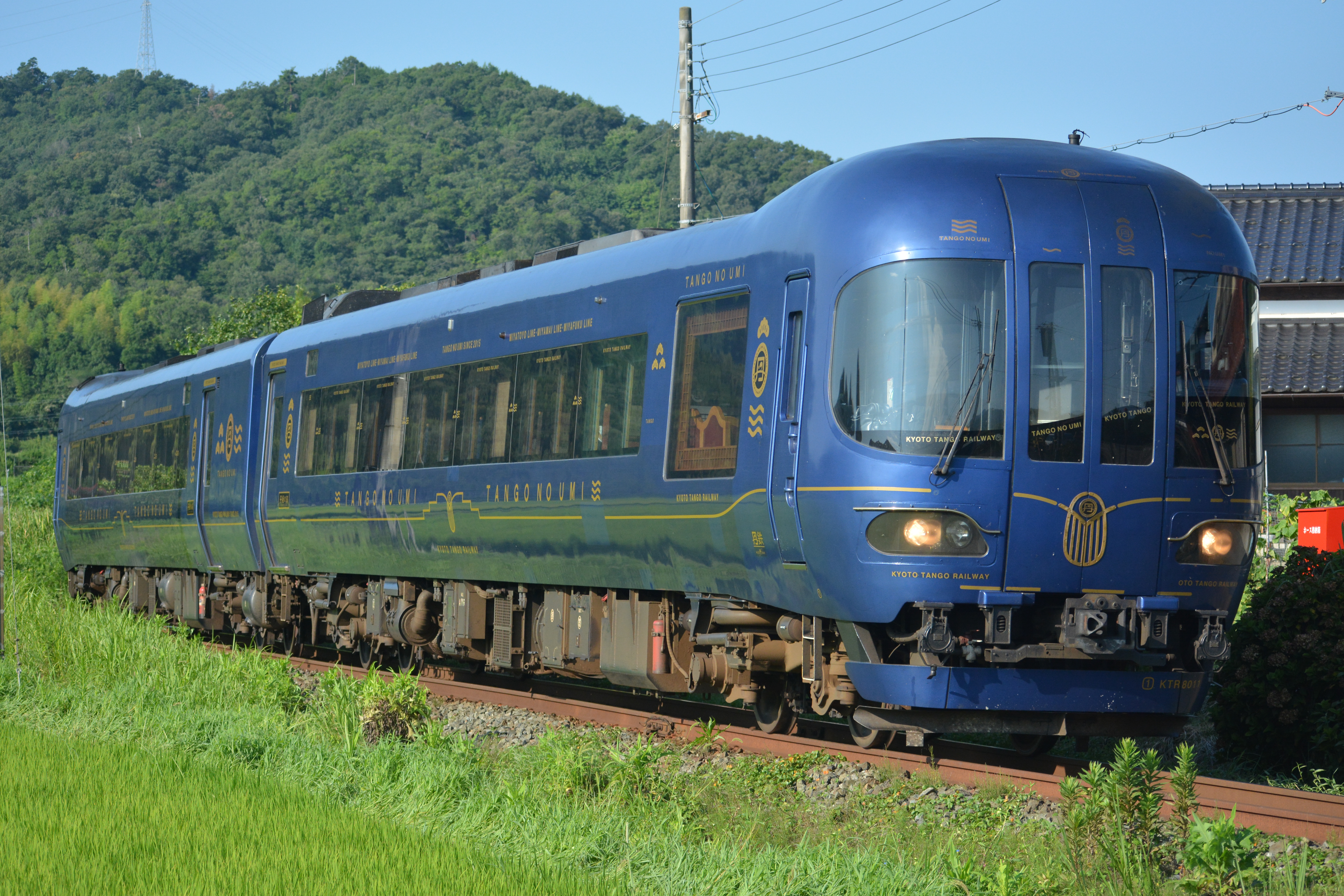
KTR8000形
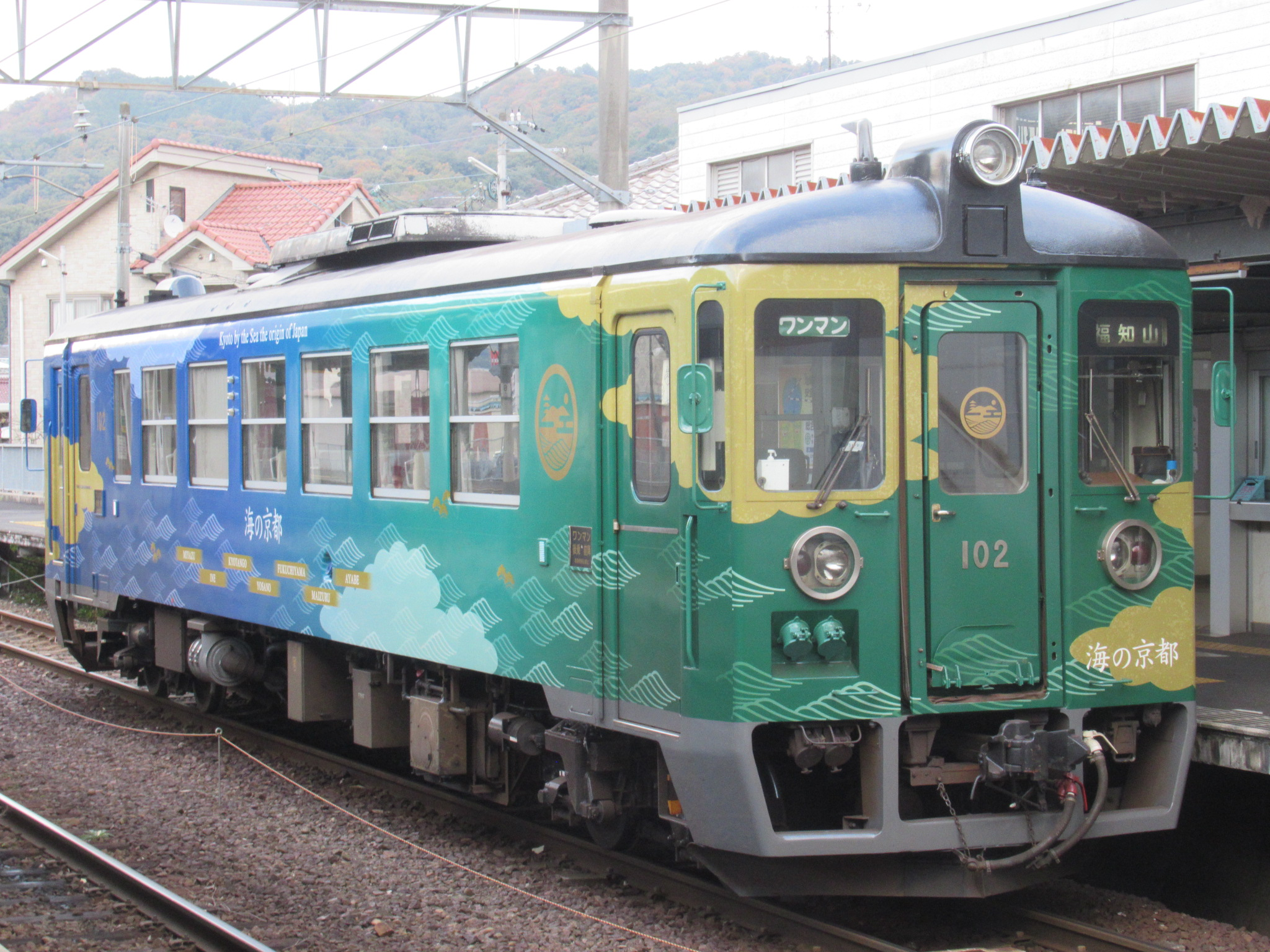
MF100形
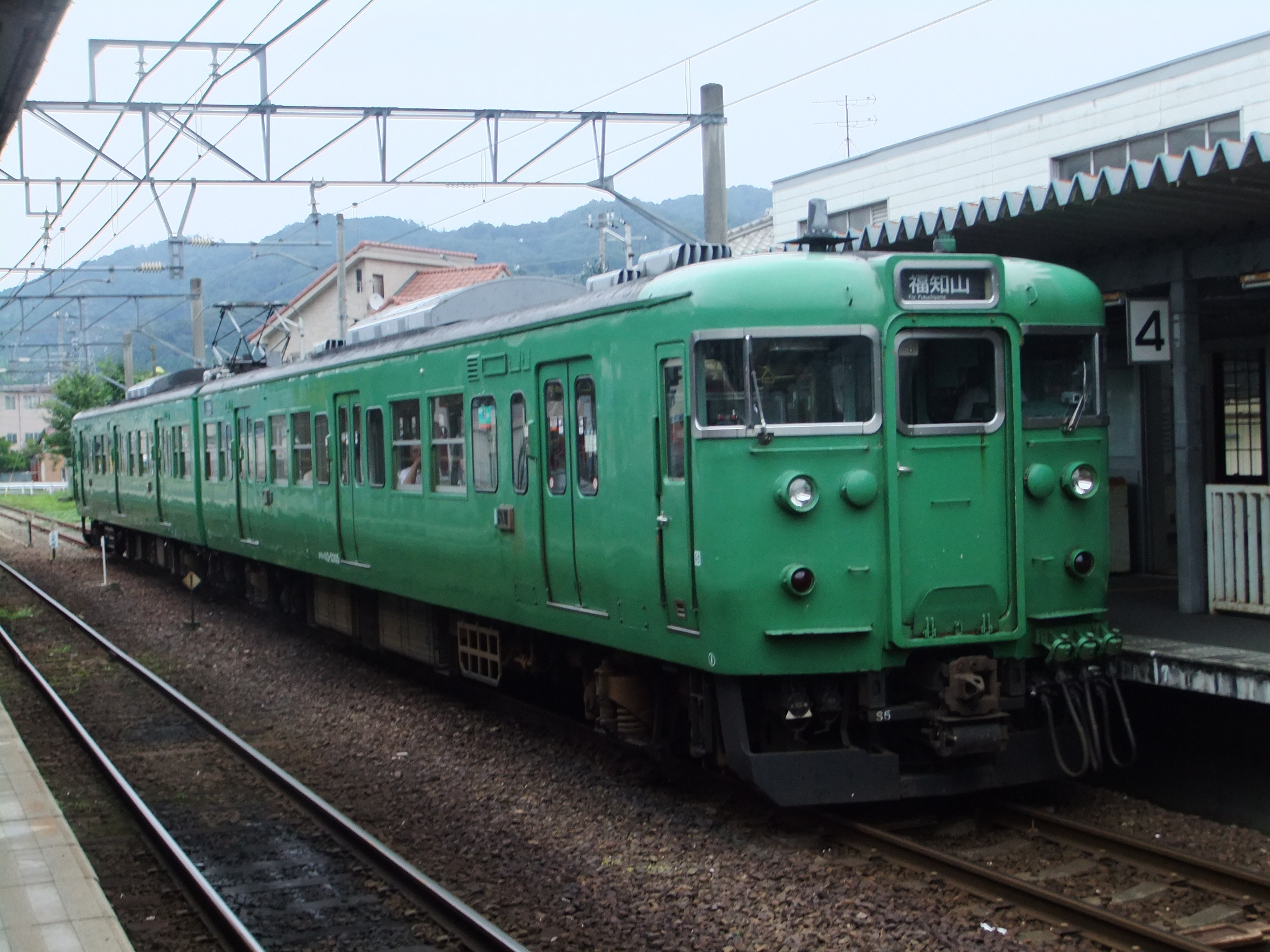
JR西日本113系

- 自社車両（すべて気動車。西舞鶴運転所所属）
  - KTR8000形
特急「はしだて」「たんごリレー」およびに快速列車に充当されている。かつては特急「タンゴディスカバリー」や快速「通勤ライナー」に充当されていた。
  - KTR8500形
特急「たんごリレー」および快速列車に充当されている。一部を除く土曜日・日曜日に運転。
  - MF100形
普通列車・快速「大江山」に充当。KTR300形に置き換え予定。
  - KTR300形
MF100形・MF200形の後継車両。2019年に登場。
- JR西日本の車両（すべて電車。吹田総合車両所福知山支所所属）
  - 287系
特急「はしだて」で運用。
  - 113系
普通列車・快速「大江山」の合計1往復に使用される。

- KTR8000形
- MF100形
- JR西日本113系

### 過去の使用車両
- 自社車両（気動車）
  - KTR001形
特急「タンゴエクスプローラー」などで運用されたが、2013年に定期運用から離脱。臨時列車での運行のみとなった。
  - KTR700形・KTR800形
宮津線直通の普通列車・快速列車に使用されていた。一部は「丹後あかまつ」「丹後あおまつ」「丹後くろまつ」「コミューター車両」となっている。現在は定期乗り入れ運用はない。
- JR西日本の車両（キハと付くものは気動車、ほかは電車）
  - 115系
113系同様、一部の普通列車・快速列車で乗り入れていたが2022年度に廃車。
  - 183系
特急「はしだて」「文殊」に使用されていた。普通列車としての運用もあり[注釈 2]、その場合は一部の車両のみ乗車可能とされ、グリーン車の設定はなかった。
  - 381系
  - 289系
特急「はしだて」に使用されていた。
  - キハ58形・キハ28形
急行「みやづ」などに使用された。

## 歴史
福知山と宮津を結ぶ鉄道計画は古くからあり、1887年（明治20年）には関西鉄道が由良を経る経路で測量するが、実現しなかった。1892年（明治25年）には宮津側で宮津商港鉄道期成同盟会という運動が起るが、これも実現しなかった。さらに1896年（明治29年）には丹後鉄道株式会社の計画が、1906年（明治39年）には宮津電気鉄道株式会社の計画が出たが、いずれも経済的な事情などにより断念した。
その後、国の手により宮津線の建設が進められ、これにより宮津にひとまず鉄道がつながった。これに合わせる形で、福知山から由良川沿いに鉄道を建設して国鉄線に連絡し、福知山と宮津を結ぼうとする計画が起き、北丹鉄道が設立された。1919年（大正8年）5月に免許を取得し、当初の宮津線の建設計画が舞鶴から真壁峠を越えて志高で由良川を渡河し、左岸沿いに河口へ下る計画であったことに合わせて、当時の丸八江村（現・舞鶴市）でこの宮津線へ接続する計画とされた。ところが志高での宮津線の架橋に対して、橋が水流の障害となって発生する洪水への懸念から上流の住民から反対運動を起こされ、宮津線は由良川の右岸を下って河口部で渡河する計画に変更されてしまった。このため、まず北丹鉄道は河守（現・大江駅付近）までを1923年（大正12年）9月に完成させ、さらに由良まで延伸して宮津線に接続する計画としたが、第一次世界大戦後の不況に直面するなどして資金難から延長工事は断念されてしまった。その後、宮津鉄道株式会社が大江山地を越えて河守 - 宮津間を結ぶ計画を立て、1924年（大正13年）に「開業の上は北丹鉄道と合併すべし」の条件付きで免許を取得したが、これも経済的な事情により断念となった。
第二次世界大戦後、1948年（昭和23年）5月に宮津鉄道建設促進期成同盟会が結成され、北丹鉄道の国有化と残された宮津 - 河守間の建設を求める運動が開始された。この運動の結果、1953年（昭和28年）に鉄道敷設法別表79号の2に宮津 - 河守間が宮守線として追記され、予定線となった。その後調査線、建設線と昇格し、1964年（昭和39年）4月22日に工事実施計画の指示、1966年（昭和41年）3月25日に工事実施計画認可が行われ、日本鉄道建設公団（鉄道公団）により10月1日に着工となった。工事実施計画によれば、宮守線は全長17.6 kmで、宮津、喜多、辛皮、大江山口、丹後二俣の5つの駅が予定され、建設費は32億5500万円と試算されていた。
1971年（昭和46年）9月には、線内最長の普甲トンネルが貫通するなど順調に工事が進められた。ところが、宮守線が接続するはずであった北丹鉄道は、モータリゼーションの進展による乗客の減少に加え、沿線の河守鉱山の休山（1969年（昭和44年））に伴って貨物輸送量も減少し、1971年に営業休止、1974年（昭和49年）に廃止となってしまった。これでは宮守線は盲腸線となってしまい意味がなくなることから、京阪神と丹後半島を直結するルートとして福知山までの建設を求める運動が起こり、これによって1975年（昭和50年）7月の鉄道敷設法改正により「京都府宮津ヨリ河守ニ至ル鉄道」は「京都府宮津ヨリ福知山ニ至ル鉄道」に変更となった。1978年（昭和53年）12月には福知山までの区間が工事線となり、宮守線を改め宮福線の工事実施計画の策定作業が始められた。
しかし日本国有鉄道（国鉄）の経営悪化に伴い、特定地方交通線の廃止促進や新規地方交通線の建設凍結を定めた日本国有鉄道経営再建促進特別措置法（国鉄再建法）が成立し、1980年（昭和55年）12月27日施行されたことにより宮福線の建設工事は中断された。建設続行の基準は輸送密度が4,000 人/日以上とされていたが、宮福線の開業後の推定の輸送密度は2,300 人/日であった。工事凍結の時点で、用地取得率56 %、路盤工事進捗率55 %となっていた。
これに対して地元ではあくまで鉄道としての建設続行を考え、国鉄再建法の規定に基づき第三セクターでの引き受けを目指すことにした。このために1982年（昭和57年）9月22日に宮福鉄道株式会社が設立され、12月24日に宮福線の地方鉄道事業免許を取得し、1983年（昭和58年）2月28日に宮福線の工事が再開された。概算工事費は218億1200万円へ変更となった。こうして1988年（昭和63年）7月16日に宮福線が開業となった。その後、国鉄宮津線が特定地方交通線として廃止対象になったことから、地元ではこれを第三セクターに転換して存続させることにし、宮福鉄道を1989年（平成元年）8月1日に北近畿タンゴ鉄道株式会社に改称して、1990年（平成2年）4月1日に宮津線をJR西日本から引き継いだ。
宮福線の開業により、京都・大阪から宮津・天橋立へ向かう直通ルートができたことで北近畿の鉄道事情が大きく改善された。従来は、たとえば京都→天橋立の移動は、綾部駅と西舞鶴駅で二度のスイッチバックを伴うこととなり、時間的・心理的な遠さが存在していた。
当初は非電化で開業し、普通列車・快速列車が主体の運転で、特急列車の運転は極めて限られたものであった。その後、周辺のJR路線の電化が進展して特急列車の乗り入れを増加させるには電車を走らせられるようにする必要があること、高速道路網の整備を前に高速化する必要性があることなどから、電化・高速化の検討が始まった。鉄道整備基金の適用条件とするためには、最高速度を130 km/hにする必要があり、681系の性能を基に試算を行った。実際に投入されたのは485系（後に改造されて183系）となったことから、将来的な速度向上を実施との前提で鉄道整備基金の適用を受けており、実際の最高速度は120 km/hであるが認可最高速度は130 km/hとなっている。分岐器の交換と信号設備の改良による一線スルー化、曲線のカント向上と緩和曲線の延伸、電化などの工事が行われ、1996年（平成8年）3月16日に電化開業を迎えている。電化開業を前にした試運転では681系が使用され、予定通り130 km/hを達成できることが確認されている。
2015年（平成27年）4月1日、鉄道運行事業が北近畿タンゴ鉄道からWILLER ALLIANCEの子会社であるWILLER TRAINS（京都丹後鉄道）に移譲された。これに伴い、京都丹後鉄道が第二種鉄道事業者、北近畿タンゴ鉄道が第三種鉄道事業者となり、上下分離方式による運行を開始した。同時に路線記号・駅番号が設定された。

### 年表

#### 開業前
- 1892年（明治25年）：宮津 - 福知山間に鉄道を敷設するための運動が起こる[22]。
- 1923年（大正12年）9月：北丹鉄道の福知山 - 河守間が開業[22]。
- 1953年（昭和28年）8月：鉄道敷設法別表79号の2（予定路線）に、宮津 - 河守間が「宮守線」として追加・記載される[22]。
- 1957年（昭和32年）4月：宮守線が調査線となる。
- 1959年（昭和34年）11月：バス路線との比較を行ったうえとの条件付きで、宮守線が建設線となる。
- 1964年（昭和39年）4月22日：宮守線の基本計画が決定[22]。運輸大臣から鉄道公団に対して工事実施計画の指示。
- 1966年（昭和41年）
  - 3月25日：宮守線の工事実施計画許可[22]。
  - 10月1日：宮守線着工[22]。
- 1971年（昭和46年）
  - 3月2日：北丹鉄道の福知山 - 河守間が営業休止[22]。
  - 9月：普甲トンネル貫通。
- 1974年（昭和49年）2月28日：北丹鉄道廃止。
- 1975年（昭和50年）7月：鉄道敷設法改正。宮守線の計画が「宮福線」に変更。河守 - 福知山間が宮福線として鉄道敷設法別表予定路線に追加[22]。
- 1978年（昭和53年）12月：宮福線の宮津 - 福知山間基本計画を変更[22]。河守 - 福知山間が工事線となる。
- 1980年（昭和55年）12月27日：日本国有鉄道経営再建促進特別措置法（国鉄再建法）公布・施行に伴い、1980年（昭和55年）度・1981年（昭和56年）度工事凍結[22]。
- 1982年（昭和57年） 	
  - 9月22日：宮福鉄道株式会社設立（登記）[22]。
  - 10月2日：国鉄再建法第14条（特定地方交通線該当線）に基づく告示[22]。
  - 12月24日：運輸大臣、10月4日に申請された宮福鉄道の宮福線地方鉄道免許を認可[22]。
- 1983年（昭和58年）
  - 1月5日：宮福線の工事施行認可申請[22]。
  - 1月20日：宮福線の工事施行認可。鉄道公団による工事を申請[22]。
  - 2月8日：鉄道公団に対する工事実施計画の指示[22]。
  - 2月28日：宮福線の工事再開[22]。
  - 3月5日：宮福線建設工事の起工式を開催[22]。
- 1988年（昭和63年）
  - 1月27日：宮福線のレール締結式を開催[22]。

#### 開業後
- 1988年（昭和63年）7月16日：宮福鉄道宮福線の福知山 - 宮津間が開業[4][22]。臨時急行「みやづ」が運転開始。
- 1989年（平成元年）8月1日：宮福鉄道が北近畿タンゴ鉄道株式会社に商号変更[23][24]。
- 1992年（平成4年）6月30日：鉄道資産譲受契約の締結。鉄道施設資産取得[22]。
- 1993年（平成5年）
  - 4月16日：宮津 - 天橋立間鉄道電化・高速化事業の基本計画および鉄道施設変更認可申請[22]。
  - 5月13日：福知山 - 宮津間鉄道電化・高速化事業の事業基本計画変更が認可[22]。
  - 5月14日：福知山 - 宮津間鉄道電化・高速化事業の鉄道施設変更が認可[22]。
  - 6月10日：福知山 - 宮津間鉄道電化・高速化事業の工事実地計画の指示、および鉄道整備基金事業が認定[22]。
  - 7月21日：福知山 - 宮津間鉄道電化・高速化事業の起工式を開催[22][25]。
- 1994年（平成6年）4月15日：福知山駅付近連続立体交差事業の都市計画決定[22]。
- 1996年（平成8年）3月16日：福知山 - 宮津間が電化（直流1,500V）・高速化開業[22]。急行「みやづ」が廃止され新大阪駅発着の特急「文殊」「タンゴディスカバリー」、京都駅発着の特急「はしだて」が運転開始。
- 1999年（平成11年）10月2日：特急「タンゴディスカバリー」を「タンゴエクスプローラー」に改称・車種変更。
- 2006年（平成18年）9月13日：福知山駅付近連続立体交差事業（KTR分）着工[22]。地平時代の福知山駅の入口

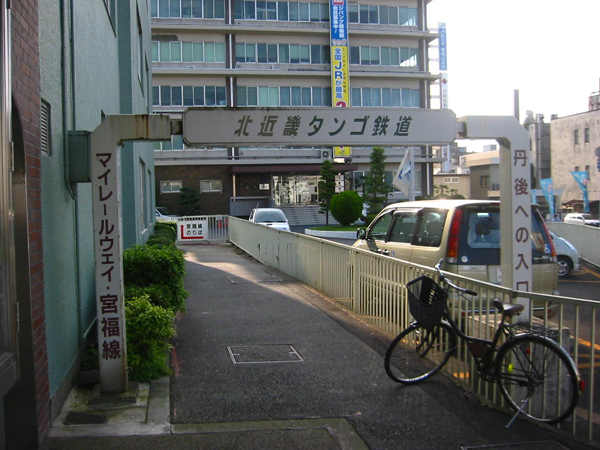
地平時代の福知山駅の入口

- 2008年（平成20年）3月15日：自社車両による快速に「大江山号」の愛称を制定。
- 2009年（平成21年）
  - 2月28日：福知山駅付近連続立体交差事業（KTR分）が完成[22]。
  - 3月14日：観光型快速列車「大江山タンゴ悠遊号」が運転開始。
- 2010年（平成22年）3月13日：「大江山タンゴ悠遊号」に代わり、各駅停車の「大江山悠遊号」が運転開始。
- 2011年（平成22年）
  - 3月12日：ダイヤ改正に伴い、JRとの直通運転が縮小。特急「文殊」「タンゴディスカバリー」が廃止[26]。快速を「大江山号」と、新設の観光型快速列車「大江山浪漫号」とする。特急「たんごリレー」が運転開始。
  - 4月28日：北部地域総合公共交通検討会第1回会議[22]。
- 2012年（平成24年）9月11日：北部地域総合公共交通検討会第5回会議。中間とりまとめ[22]。
- 2013年（平成25年）
  - 3月16日：快速「大江山浪漫号」、「大江山悠遊号」廃止。
  - 4月14日：「丹後あかまつ」「丹後あおまつ」運行開始[27]。
  - 10月31日：北近畿タンゴ鉄道宮津線・宮福線の新たな運行会社募集開始[22]。
- 2014年（平成26年）5月9日：北近畿タンゴ鉄道宮津線・宮福線の新たな運行会社について、最適提案事業者の発表[22]。
- 2015年（平成27年）
  - 3月11日：鉄道事業再構築実施計画の国土交通大臣認定[22]。
  - 3月27日：福知山市鉄道利用増進協議会の公募により、同市内の9駅に愛称を設定。厚中問屋駅（福知山市民病院口駅に改称）が「厚中問屋駅」、荒河かしの木台駅が「かしの木駅」、牧駅が「サケの遡上駅」、下天津駅が「はななみ峠駅」、公庄駅が「渡船場の里駅」、大江駅が「酒呑童子駅」、大江高校前駅が「元伊勢外宮駅」、二俣駅が「和紙の里 猿田彦神社前駅」、大江山口内宮駅が「元伊勢内宮駅」[28][29]。
  - 4月1日：鉄道事業再構築実施計画に基づき、鉄道運行事業をWILLER TRAINS（京都丹後鉄道）に移譲。京都丹後鉄道が第二種鉄道事業者、北近畿タンゴ鉄道が第三種鉄道事業者となり、上下分離方式による運行を開始[21][23]。同時に路線記号・駅番号を設定[2]。厚中問屋駅を福知山市民病院口駅に改称。
- 2017年（平成29年）3月4日：快速「通勤ライナー」新設[10]。
- 2023年（令和5年）3月18日：快速「通勤ライナー」廃止[13]。

## 駅一覧
- 全駅京都府内に所在。

凡例
●：全列車停車、▲：一部の列車が停車、｜：全列車通過。
普通列車：各駅に停車するため省略。
線路（全線単線）…∧・◇：列車交換可能 ｜：列車交換不可能
| 駅番号 | 駅名               | 愛称                    | 駅間キロ | 営業キロ | 快速 | 特急 | 接続路線                                                | 線路 | 所在地   |
| ------ | ------------------ | ----------------------- | -------- | -------- | ---- | ---- | ------------------------------------------------------- | ---- | -------- |
| 14     | 宮津駅             |                         | -        | 0.0      | ●    | ●    | WILLER TRAINS（京都丹後鉄道）：宮津線（宮豊線・宮舞線） | ◇    | 宮津市   |
| F13    | 宮村駅             |                         | 1.5      | 1.5      | ●    | ｜   |                                                         | ◇    | 宮津市   |
| F12    | 喜多駅             |                         | 1.6      | 3.1      | ｜   | ｜   |                                                         | ｜   | 宮津市   |
| F11    | 辛皮駅             |                         | 6.0      | 9.1      | ｜   | ｜   |                                                         | ｜   | 宮津市   |
| F10    | 大江山口内宮駅     | 元伊勢内宮駅            | 3.7      | 12.8     | ●    | ｜   |                                                         | ◇    | 福知山市 |
| F9     | 二俣駅             | 和紙の里 猿田彦神社前駅 | 2.2      | 15.0     | ｜   | ｜   |                                                         | ｜   | 福知山市 |
| F8     | 大江高校前駅       | 元伊勢外宮駅            | 2.0      | 17.0     | ▲    | ｜   |                                                         | ｜   | 福知山市 |
| F7     | 大江駅             | 酒呑童子駅              | 0.9      | 17.9     | ●    | ●    |                                                         | ◇    | 福知山市 |
| F6     | 公庄駅             | 渡船場の里駅            | 2.5      | 20.4     | ▲    | ｜   |                                                         | ｜   | 福知山市 |
| F5     | 下天津駅           | はななみ峠駅            | 2.4      | 22.8     | ▲    | ｜   |                                                         | ｜   | 福知山市 |
| F4     | 牧駅               | サケの遡上駅            | 2.5      | 25.3     | ●    | ｜   |                                                         | ◇    | 福知山市 |
| F3     | 荒河かしの木台駅   | かしの木駅              | 2.2      | 27.5     | ●    | ｜   |                                                         | ◇    | 福知山市 |
| F2     | 福知山市民病院口駅 | 厚中問屋駅              | 1.4      | 28.9     | ▲    | ｜   |                                                         | ｜   | 福知山市 |
| F1     | 福知山駅           |                         | 1.5      | 30.4     | ●    | ●    | 西日本旅客鉄道： 山陰本線・ 福知山線                    | ∧    | 福知山市 |

- 辛皮駅 - 大江山口内宮駅間で舞鶴市を通過するが、同市内に駅は存在しない。
- 宮福線内の有人駅は福知山駅・大江駅・宮津駅の3駅（うち福知山駅と宮津駅が直営で、大江駅は民間への委託）で、それ以外の11駅はすべて無人駅である。